# Transilvanijske utvrđene crkve
Transilvanijske utvrđene crkve su utvrđene crkve u naseljima Sasa i Sekelja u jugoistočnoj Transilvaniji (Rumunjska). One su izgrađene od 13. do 16. stoljeća u različitim arhitektonskim stilovima i sačuvano ih je više od 150 od izvornih oko 300. Ova transilvanijska sela došljaka imaju jedinstvenu kulturu uporabe zemlje, planove naselja i organizaciju obiteljskih farmi koje su sačuvane od kasnog srednjeg vijeka. Njima dominiraju utvrđene crkve koje ilustriraju graditeljske sustave od 13. do 16. stoljeća. Zbog toga je sedam ovih crkava 1993. godine upisano na UNESCO-ov popis mjesta svjetske baštine u Europi.

## Povijest
U 13. stoljeću mađarski kraljevi su u cilju koloniziranja pod-karpatskog dijela Transilvanije (Erdelji) naselili njemačke Sase, većinom iz Rajnske oblasti, koji su bili većinom farmeri, obrtnici i trgovci. Oni su uživali poseban status u ovoj pokrajini zbog čega su uspjeli ne samo opstati nego i razvijati se u snažno društvo. Kako je ovo područje bilo pod stalnom opsadom Osmanlija i Tatara, oni su izgradili utvrde različitih veličina. Najvažnija naselja su bila potpuno utvrđena, a manja su gradila utvrde s tornjevima i skladištima oko središnje crkve kako bi mogli preživjeti kratkotrajnu opsadu.
Prvo naselje koje se spominje u povijesnim izvorima je Biertan iz 1283. godine. God. 1397. dobilo je status utvrđenog grada (oppidum), a 12 godina kasnije mađarski kralj mu je dodijelio pravo jus gladii, tj. pravo na oružje. Od 1572. do 1867. godine Biertan je bio prvostolnica luteranskog biskupa Transilvanije i time sjedište ovog područja sa značajnom njemačkom populacijom.

## Popis lokaliteta
| Slika | Ime          | Njemačko - mađarsko ime               | Županija | Koordinate                                    | Bilješke |
| ----- | ------------ | ------------------------------------- | -------- | --------------------------------------------- | --- |
|       | Biertan      | Birthälm - Berethalom                 | Sibiu    |                                               | Kasnogotička dvoranska crkva dovršena oko 1522. – 23. godine izgrađena je na malom brdu s dvostrukim opkružnim zidinama na dnu brda. |
|       | Câlnic       | Kelling - Kelnek                      | Alba     | 45°53′10″N 23°39′11″E / 45.88611°N 23.65306°E | Crkva je izgrađena 1430. godine oko nadglednog tornja iz 13. stoljeća, a ima kapelu i eliptične opkružne zidine koje su lokalni stanovnici utvrdili s dva tornja, ujedno osmatračnicu pretvorivši u crkveni toranj.                                |
|       | Prejmer      | Tartlau - Prázsmár                    | Brașov   | 45°43′N 25°46′E / 45.717°N 25.767°E           | Ranogotička Crkva sv. Križa ima oblik upisanog križa i zatvorena je zidinama u 15. stoljeću. |
|       | Viscri       | Deutsch-Weißkirch - Szászfehéregyháza | Brașov   | 46°03′N 25°06′E / 46.050°N 25.100°E           | Romaničku kapelu su stanovnici naselja povećali početkom 16. stoljeća tako da tvori jednobrodnu crkvu, istovremeno joj dodavši utvrđeni kat na polukružnim lukovima i poduprtim masivnim polustubovima. Zidine su ojačane u 17. stoljeću.          |
|       | Dârjiu       | Székelyderzs                          | Harghita | 46°12′N 25°12′E / 46.200°N 25.200°E           | Kasnogotička crkva ukrašena zidnim slikama iz 1419., okružena je zidinama oko 1520. godine, a u 17. stoljeću su joj ojačane zidine. |
|       | Saschiz      | Keisd - Szászkézd                     | Mureș    | 46°11′N 24°58′E / 46.183°N 24.967°E           | Romanička crkva s opkružnim zidinama od 1493. – 1525. je zamijenjena gotičkom crkvom. Obrambeni kat daje crkvi izgled visokog bastiona. |
|       | Valea Viilor | Wurmloch - Nagybaromlak               | Sibiu    | 46°04′59″N 24°16′37″E / 46.0831°N 24.2769°E   | Crkva uređena u gotičkom stilu utvrđena je početkom 16. stoljeća s opkružnim zidinama i obrambenim katom iznad kora, broda i tornja, koji ih povezuje. Dvorišta na sjevernom i južnom ulazu su zaštićena malenim tornjevima s natkrivenim ulazima. |

## Vanjske poveznice
- Kulturna baština i turizam u Transilvaniji (engl.)
- Transilvanijske utvrđene crkve  Arhivirana inačica izvorne stranice od 14. srpnja 2011. (Wayback Machine) (engl.)